# T2000 (ordinateur)
Pour les articles homonymes, voir T2000.
 (juillet 2023).

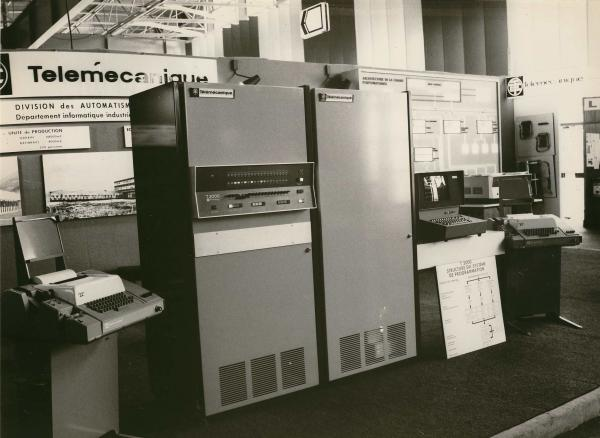
Mini-ordinateur T2000 de Télémécanique sur un stand de salon (probablement le SICOB)

Le T2000 était un mini-ordinateur fabriqué à Échirolles par la société Télémécanique et destiné aux applications temps réel. Introduit en 1968, cet ordinateur avait été conçu par Verjus et Sempé, après le MAT01 de Mors. Il reçut un prix de design industriel. 
Il utilisait un mot de 19 bits, en bloc de 4000 mots, et, pour un accès rapide, un disque à têtes fixes. 
Cet ordinateur eut un certain succès, mais une conception trop centralisée, un code saturé rendait difficile d'en dériver une gamme.
Le successeur du T2000 fut le T1600, défini sur de nouvelles bases.

## Caractéristiques

### Mémoire
La durée du cycle est de 1,5 µs. La mémoire,à tores, de 4 à 32 kilomots (de 20 bits chacun, dont 1 bit de parité) est divisée en blocs
de 4 kilomots (1 kilomot = 1024 mots). Dans la configuration avec 32 kilomots, les blocs 0 et 1 sont réservés au système d'exploitation RTDMS (Real-Time Disk Monitor System). Cette mémoire est protégée par la technique de la barre de verrouillage : toute tentative par un programme s'exécutant hors de ces blocs d'exécuter une instruction privilégiée, une instruction d'entrée sortie, ou d'exécuter ou modifier du code placé dans la zone protégée génère une exception qui suspend le programme et passe la main au système d'exploitation. 

### Processeur
Le processeur possède 12 registres, dont 8 sont accessibles aux programmeur. Ces registres comprennent: 
1. A: l'accumulateur de 19 bits
2. B: extension de l'accumulateur
3. P: le compteur ordinal (contient le numéro de l'instruction courante)
4. X : le registre d'index
5. E : le registre d'état (sert pour masquer les interruptions)
6. T : le registre tampon (sert à sauver P lors d'une interruption)
7. RDEF: (15 bits) indique le mauvais fonctionnement d'un périphérique
8. ROCC: (16 bits) bit 0: indique qu'un des périphériques ne fonctionne pas correctement ; les 15 autres bits signalent les périphériques prêts à envoyer ou recevoir des données.

Les instructions sont de longueur fixe, et tiennent dans un mot de 19 bits. Les bits 0 à 11 (2^12=4096) 
servent à indiquer une valeur ou une adresse à l'intérieur d'un bloc de 4 kilomots. Le bit 12 indique 
l'indexation, le bit 13 l'indirection, les bits 14 à 18 le code opération. 
Les modes d'adressage disponibles sont l'adressage immédiat (la partie adresse est en fait une valeur); direct (la
partie adresse est une adresse dans le bloc de 4K); indirect; et indexé (par le registre d'index X). 
Les instructions peuvent être rangées dans un bloc instruction (BI) séparé du bloc contenant les opérandes (BO). Lorsque la fin du bloc instruction BI est atteinte, le compteur ordinal P passe de 4095 à 0 ce qui déclenche
une exception.

### Entrées/Sorties
Chaque périphérique possède un coupleur qui doit être placé dans un bac d'E/S. Un bac peut accepter 15 périphériques. Ce bac possède une adresse, et chaque périphérique possède une adresse dans le bac déterminée
par la position de son coupleur. L'adresse complète du périphérique est formée à partir de l'adresse du 
bac et l'adresse du coupleur dans le bac. 
Trois types d'E/S sont possibles: 
1. programmées : les données du périphérique sont copiées dans ou à partir de l'accumulateur A. Chaque caractère génère une interruption. Ce mode est utilisé avec les périphériques lents tels que télétype, lecteur de cartes perforées, lecteur/perforateur de ruban.
2. mode canal: les données passent directement dans la mémoire, sans intervention du processeur. Mais la mémoire est inaccessible pour le processeur tant que les données sont échangées avec le périphérique. Une alarme indique la fin du transfert. Ce mode est utilisé avec les bandes magnétiques.
3. mode canal avec accès direct: comme dans le mode canal, les données passent directement dans la mémoire, mais un multiplexage permet au processeur de garder l'accès à la mémoire. Ce mode est utilisé avec les disques durs.

Il existe des bacs pour chaque type d'E/S.

## Périphériques
- Disque dur à têtes fixes de 256 kilomots
- Dérouleur de bande magnétique
- Lecteurs/perforateurs de ruban
- lecteurs de cartes
- Télétype
- écran cathodique storage tube de type Tektronix

## Diffusion
Robuste et réactif, le T2000 fut vendu à environ 700 à 800 exemplaires.
Le T2000 fut utilisé notamment :
- à l'Institut Laue-Langevin pour contrôler des expériences de diffraction neutronique. Le programme de contrôle était écrit dans une version temps réel de Fortran II.
- au CERN pour contrôler l'acquisition de données ;
- par les PTT pour tester automatiquement le réseau téléphonique ; la machine utilisée par les PTT possédait 16000 mots  de mémoire vive et un disque de 64000 mots ;
- par la RATP de 1973 à 2008, pour réaliser le suivi des trains et la régulation automatique du métro.
- pour la commande de laminoirs en Lorraine,
- par une cimenterie en Pologne...

Officiellement, les deux derniers calculateurs T2000 en service à la RATP furent arrêtés en octobre 2009. Un de ces calculateurs, ainsi que ses périphériques et une grande quantité de documentation, va rejoindre la collection du Musée des arts et métiers.

### Note
1. ↑  dont une version multi-tâches fut développée à l'INSA de Lyon